# Ranitomeya altobueyensis
Ranitomeya altobueyensis är en groddjursart som först beskrevs av Philip A. Silverstone 1975.  Ranitomeya altobueyensis ingår i släktet Ranitomeya och familjen pilgiftsgrodor. IUCN kategoriserar arten globalt som sårbar. Inga underarter finns listade i Catalogue of Life.